# The Isle of View
Albums de The Pretenders
Last of the Independents
(1994) Viva El Amor
(1999)
The Isle of View est un album live des Pretenders, sorti le 16 octobre 1995 au Royaume-Uni et le 24 octobre 1995 aux États-Unis.
L'opus a été enregistré au mois de mai 1995 durant une émission télévisée réalisée dans les Studios Jacob Street à Londres. Chrissie Hynde était accompagnée du Quatuor Duke.
Le titre de l'album est un homophone de la phrase I Love You.

## Liste des titres
Toutes les chansons sont écrites et composées par Chrissie Hynde, sauf mention contraire.
| No  | Titre                  | Auteur                         | Durée |
| --- | ---------------------- | ------------------------------ | ----- |
| 1.  | Sense of Purpose       |                                | 3:50  |
| 2.  | Chill Factor           |                                | 4:01  |
| 3.  | Private Life           |                                | 4:42  |
| 4.  | Back on the Chain Gang |                                | 4:17  |
| 5.  | Kid                    |                                | 3:56  |
| 6.  | I Hurt You             |                                | 4:29  |
| 7.  | Criminal               |                                | 4:18  |
| 8.  | Brass in Pocket        | - James Honeyman-Scott - Hynde | 3:23  |
| 9.  | 2000 Miles             |                                | 3:40  |
| 10. | Hymn to Her            | Meg Keene                      | 3:52  |
| 11. | Lovers of Today        |                                | 5:19  |
| 12. | The Phone Call         |                                | 2:55  |
| 13. | I Go to Sleep          | Ray Davies                     | 2:57  |
| 14. | Revolution             |                                | 6:28  |
| 15. | The Isle of View       |                                | 0:42  |

## Personnel

### Musiciens
- Chrissie Hynde : guitare rythmique, chant
- Adam Seymour : guitare, harmonium
- Andy Hobson : Basse guitare, chœurs
- Martin Chambers : batterie

- Quatuor Duke :
  - John Metcalfe : alto
  - Louisa Fuller : violon
  - Richard Koster : violon
  - Ivan McCready : violoncelle

### Musiciens additionnels
- Damon Albarn : piano
- Mark « Wiff » Smith : percussions